# Le Verger
Le Verger (en bretó Gwerzher) és un municipi francès, situat a la regió de Bretanya, al departament d'Ille i Vilaine. L'any 2006 tenia 1.442 habitants.

## Demografia
| 1962                                       | 1968 | 1975 | 1982 | 1990 | 1999  |
| ------------------------------------------ | ---- | ---- | ---- | ---- | ----- |
| 385                                        | 395  | 653  | 722  | 915  | 1.099 |
| Des de 1962: població sense dobles comptes |      |      |      |      |       |

## Administració
| Període   | Identitat         | Partit |
| --------- | ----------------- | ------ |
| 2001-2008 | Solange Delafosse |        |
| 2008-     | Patrick Le Ray    |        |